# Eremophila battii
Eremophila battii är en flenörtsväxtart som beskrevs av Ferdinand von Mueller. Eremophila battii ingår i släktet Eremophila och familjen flenörtsväxter. Utöver nominatformen finns också underarten E. b. major.